# Ion Colojoară
Ion Colojoară (n. 1930 la Berliște, Caraș-Severin, m. 11 iunie 2019, București ) este un matematician român, cercetător și autor de manuale de profil.
În 1954 dă examenul de maturitate la Reșița, apoi în 1959 examenul de Stat pentru matematici la Universitatea din București.
Ulterior era asistent la Catedra de Calcul Diferențial și Integral în cadrul Universității din București, apoi lector la aceeași catedră și cercetător la Institutul de Matematică al Academiei României.
În 1963 își ia doctoratul în matematică în cadrul aceleiași universități.
Cea mai valoroasă lucrare a sa este: Operatori spectrali generalizați, teza sa de doctorat.
A publicat mai multe memorii din domeniul analizei funcționale, privind teoria măsurii și integrării.